# Al Cantello
Pour les articles homonymes, voir Cantello (homonymie).
Albert Anthony Cantello, dit Al Cantello, né le 9 juin 1931 à Norristown (Pennsylvanie) et mort le 17 janvier 2024, est un athlète américain, spécialiste du lancer du javelot.

## Biographie
Le 5 juin 1959, à Compton, Al Cantello établit la marque de 86,04 m et améliore de 35 cm le record du monde du lancer du javelot détenu depuis la saison 1956 par le Norvégien Egil Danielsen. Il remporte la médaille de bronze des Jeux panaméricains de Chicago avec un jet à 69,92 m.
Il participe aux Jeux olympiques de 1960, à Rome, où il se classe dixième de la finale avec la marque de 74,70 m après avoir établi le deuxième meilleur lancer des qualifications (79,72 m).
Al Cantello remporte à deux reprises les Championnats des États-Unis d'athlétisme en 1959 et 1960.

### Palmarès
| Date | Compétition        | Lieu    | Résultat | Performance |
| ---- | ------------------ | ------- | -------- | ----------- |
| 1959 | Jeux panaméricains | Chicago | 3e       | 69,92 m     |
| 1960 | Jeux olympiques    | Rome    | 10e      | 74,70 m     |

### Records
| Épreuve           | Performance | Lieu    | Date        |
| ----------------- | ----------- | ------- | ----------- |
| Lancer du javelot | 86,04 m     | Compton | 5 juin 1959 |